# ماك فيليبس
ماك فيليبس هو سياسي كندي، ولد في 9 أبريل 1889 في Dundalk, Ontario ‏ في كندا، وتوفي في 14 يونيو 1963 في أوين ساوند في كندا. نشط حزبياً في حزب أونتاريو المحافظ التقدمي.